# Alternaria ascaloniae
Alternaria ascaloniae är en svampart som beskrevs av E.G. Simmons & C.F. Hill 2007. Alternaria ascaloniae ingår i släktet Alternaria och familjen Pleosporaceae.   Inga underarter finns listade i Catalogue of Life.